# Koh-i-noor Waldes
Koh-i-noor Waldes je závod na výrobu drobné galanterie, jakým jsou např. kovové doplňky textilií. Objekt historické továrny se nacházel ve Vršovické ulici v Praze 10-Vršovicích.

## Historie
Jindřich Waldes v roce 1902 odešel z firmy Eduard Lokesch a syn spolu se strojním mechanikem, ing. Hynkem Pucem (1856–1938) a dne 1. července 1902 založili vlastní společnost Waldes a spol. na výrobu kovového zboží. Firma sídlila v Karlíně na Žižkově třídě (dnes Pernerova ulice). Hynek Puc o rok později sestrojil převratný vynález – zakladačku, stroj na zakládání pružin do stiskacích knoflíků (patentek), který nahradil práci až deseti zručných dělníků. Výroba se rychle rozrůstala a Puc vyvíjel další stroje.

## Nová továrna ve Vršovicích

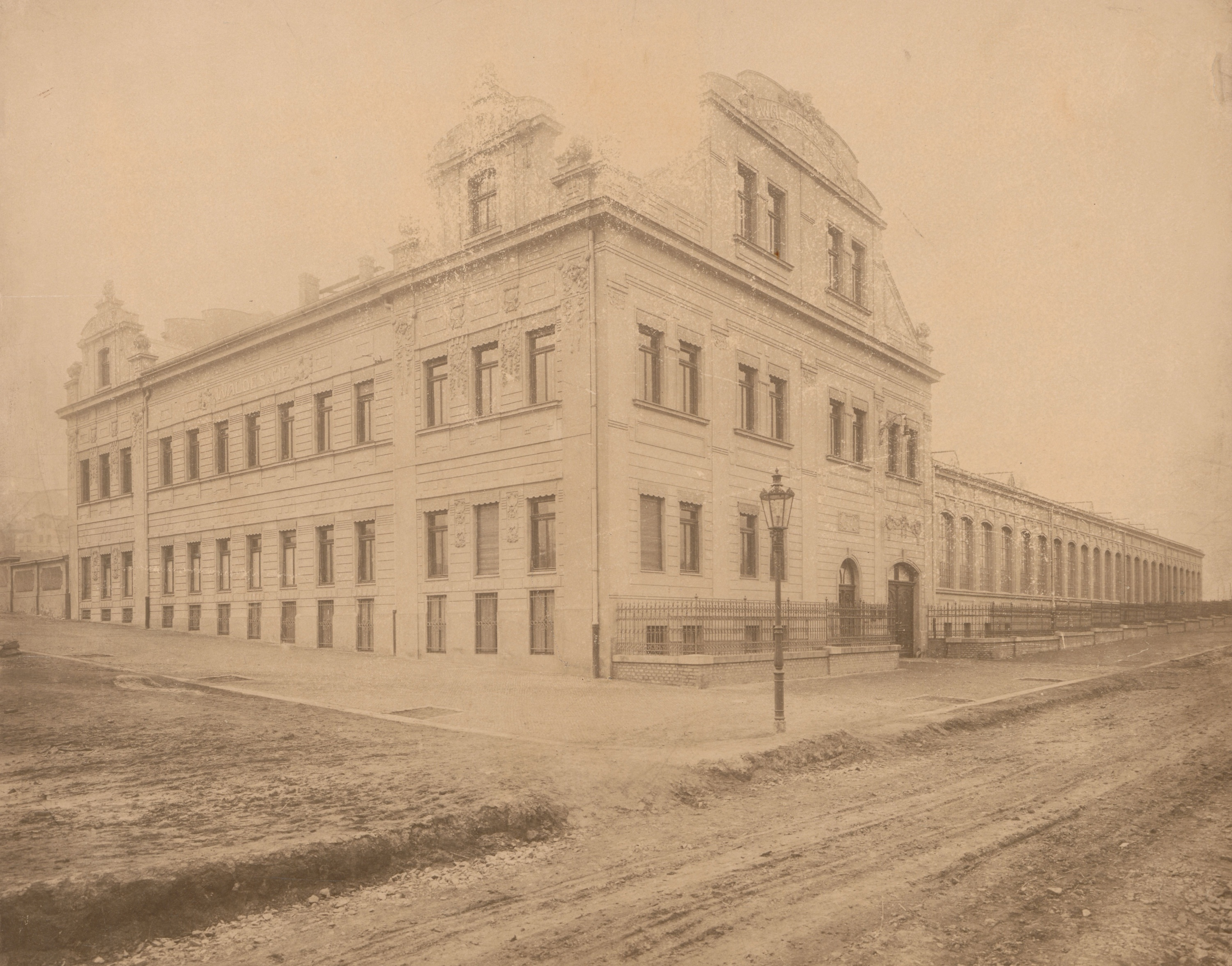
Továrna ve Vršovicích, asi 1907 (SOA Praha)

Prostorové kapacity továrny v Karlíně nestačily rozvoji firmy, proto byla postavena nová továrna Waldes a spol. ve Vršovicích. Stavba byla zahájena ve druhém pololetí roku 1906 a firma se přesídlila do nového areálu po kolaudaci v červenci 1907. Stavbu provedla firma stavitele Aloise Richtra. Areál sestával z jednopatrové administrativní budovy, výrobní haly, strojovny a kotelny s komínem. V patře administrativní budovy byla čekárna, pokladna, účtárna, reklamní oddělení a kancelář Jindřicha Waldese. Provozní část byla na svou dobu moderně zařízena s tehdy nebývalým zázemím pro zaměstnance: šatny oddělené pro muže a ženy, kde měl každý zaměstnanec vlastní uzamykatelnou skříňku, lázně s vanami a sprchami, tělocvična, čítárna a knihovna. Celý areál měl elektrické osvětlení a parní ústřední topení. Slavnostní otevření celého areálu (tovární a administrativní budovy) proběhlo 25. ledna 1908.
Areál byl v letech 1912–1920 dále rozšiřován. Byla přistavěna další výrobní hala a budova chemických laboratoří. Podle projektu architekta Ladislava Skřivánka byla postavena v tehdejší Riegrově třídě (dnes Kavkazská ulice) nová třípatrová budova expedičního oddělení. Dále postupně vznikla drátovna, objekt nových dílen a nová šestipatrová budova vedle vjezdu do areálu. Stavební úpravy byly dokončeny v roce 1943, kdy bylo přistavěno patro na původní administrativní budovu.

## Převzetí jiných firem

### Eduard Lokesch a syn
Firma, ve které Jindřich Waldes a Hynek Puc začínali, přesídlila pravděpodobně v roce 1905 do nové továrny budovy v Holešovicích-Bubnech v Osadní ulici. V roce 1909 se ale dostala do finančních problémů. Firma Waldes a spol. uhradila závazky vůči věřitelům a vstoupila do firmy nejprve jako tichý společník. Následně firma Waldes a spol. odkoupila pozemky a budovy. Definitivní převzetí firmy proběhlo až v roce 1912. Obchodní značka Eduard Lokesch a syn ale zůstala zachována. Důvodem byla zaprvé dohoda s původním majitelem, zadruhé skutečnost, že se jednalo o značku dobře zavedenou na tuzemském i zahraničním trhu.

### Wolf a spol.
V roce 1935 po smrti Roberta Wolfa, majitele firmy Wolf a spol. v Nuslích (ulice Na ostrůvku) se ukázalo, že firma má značný dluh na daních. Vdova po Robertu Wolfovi se věc rozhodla vyřešit prodejem firmy společnosti Waldes a spol. I v tomto případě zůstala původní značka zachována, stala se součástí koncernu Waldes.

## Reklama

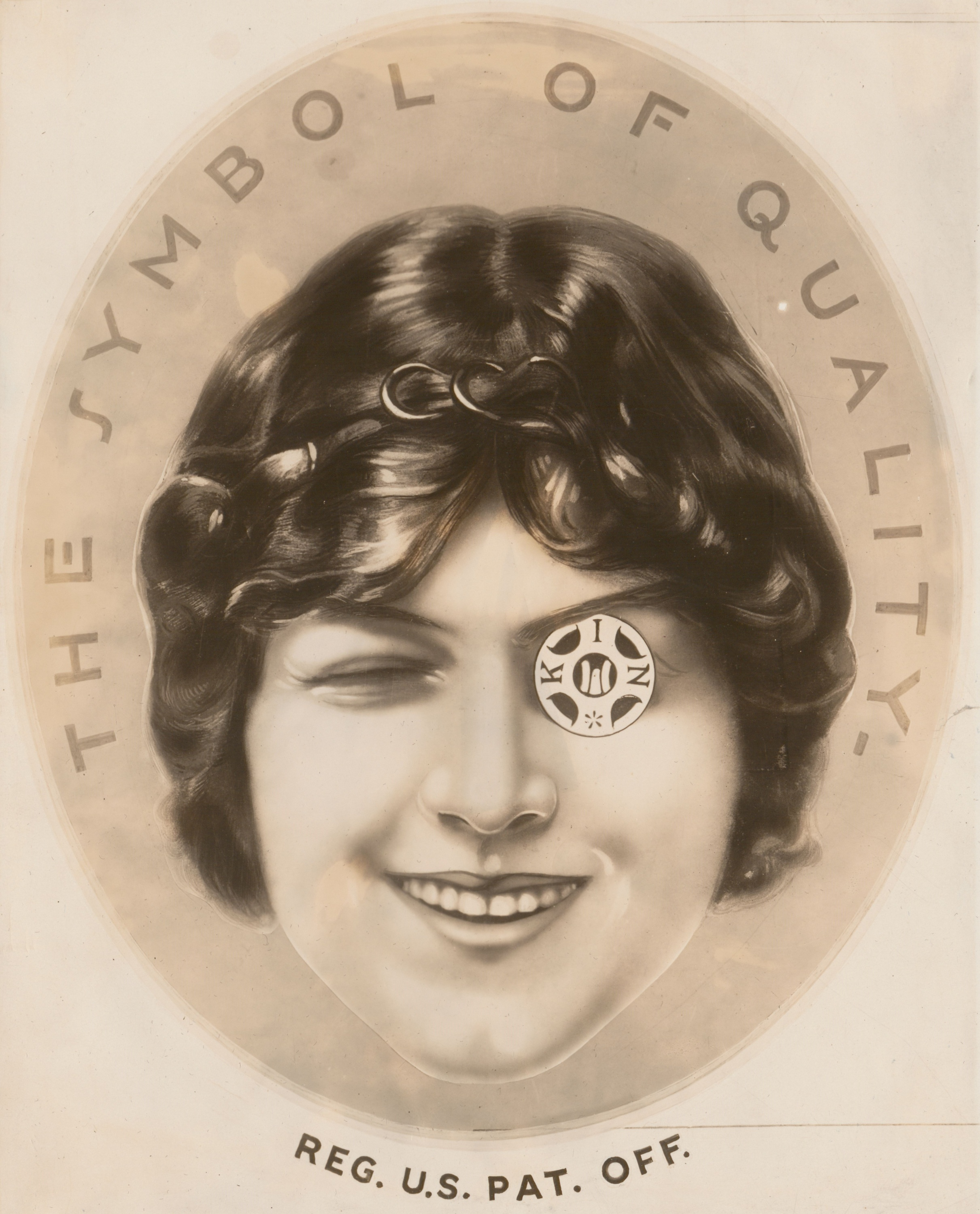
Obraz slečny s knoflíkem v oku – MISS KIN – nejznámější reklamní znak firmy. (SOA Praha)

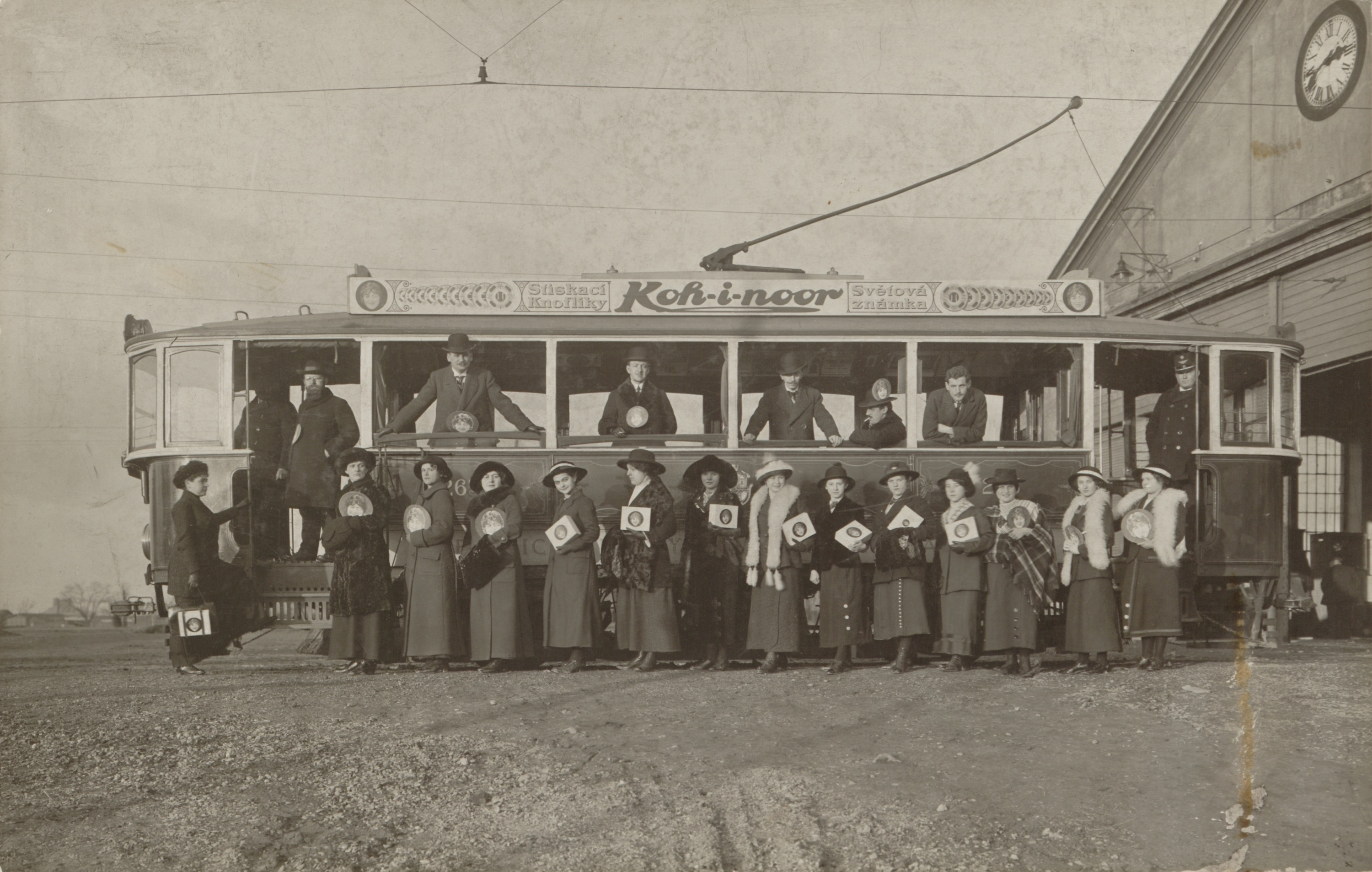
Pražská tramvaj s reklamou Koh-i-noor v roce 1913 (SOA Praha)

Firma exportovala své výrobky nejen do celé Evropy, ale i do zámoří. Významnou úlohu přitom hrálo dobré využití reklamních prostředků. Firma byla v kontaktu s předními krejčovskými salony v Paříži, se kterými konzultovala podobu výrobků ještě před tím, než byly uvedeny na trh. Reklamní letáky, plakáty, světelné reklamy, vývěsní štíty a ostatní materiály byly zpracovávány v různých jazycích. Dále firma pořádala promoční akce a účastnila se módních veletrhů.
Nejprve firma používala reklamu s motivem zeměkoule, později kresby Sokolů či legionářů. Pro reklamu na módní zboží se ale tyto motivy ukázaly jako nevhodné. Waldesova značka, MISS KIN (někdy také KIN GIRL), vznikla v roce 1912 na lodi plující do Ameriky kde Jindřich Waldes potkal slečnu Elizabeth Coyne, která si v žertu vložila do oka velký vzorek Waldesovy patentky. František Kupka namaloval MISS KIN v olejových barvách a Vojtěch Preissig zhotovil grafické firemní logo. Slečna Coyne se tak stala nejčastěji zobrazenou ženou na světě. Další používané značky byly Otello a Koh-i-noor.

## Expanze na zahraniční trhy, zahraniční pobočky
Firma začala zakládat zahraniční pobočky. Jednalo se o samostatné firmy podle zvyklostí konkrétních zemí, které ale byly pevně spojeny s mateřským závodem v Praze. Zahraniční pobočky měly také za úkol zajišťovat patentovou ochranu v těchto zemích a měly řešit otázku případných dovozních celních předpisů.

### Paříž

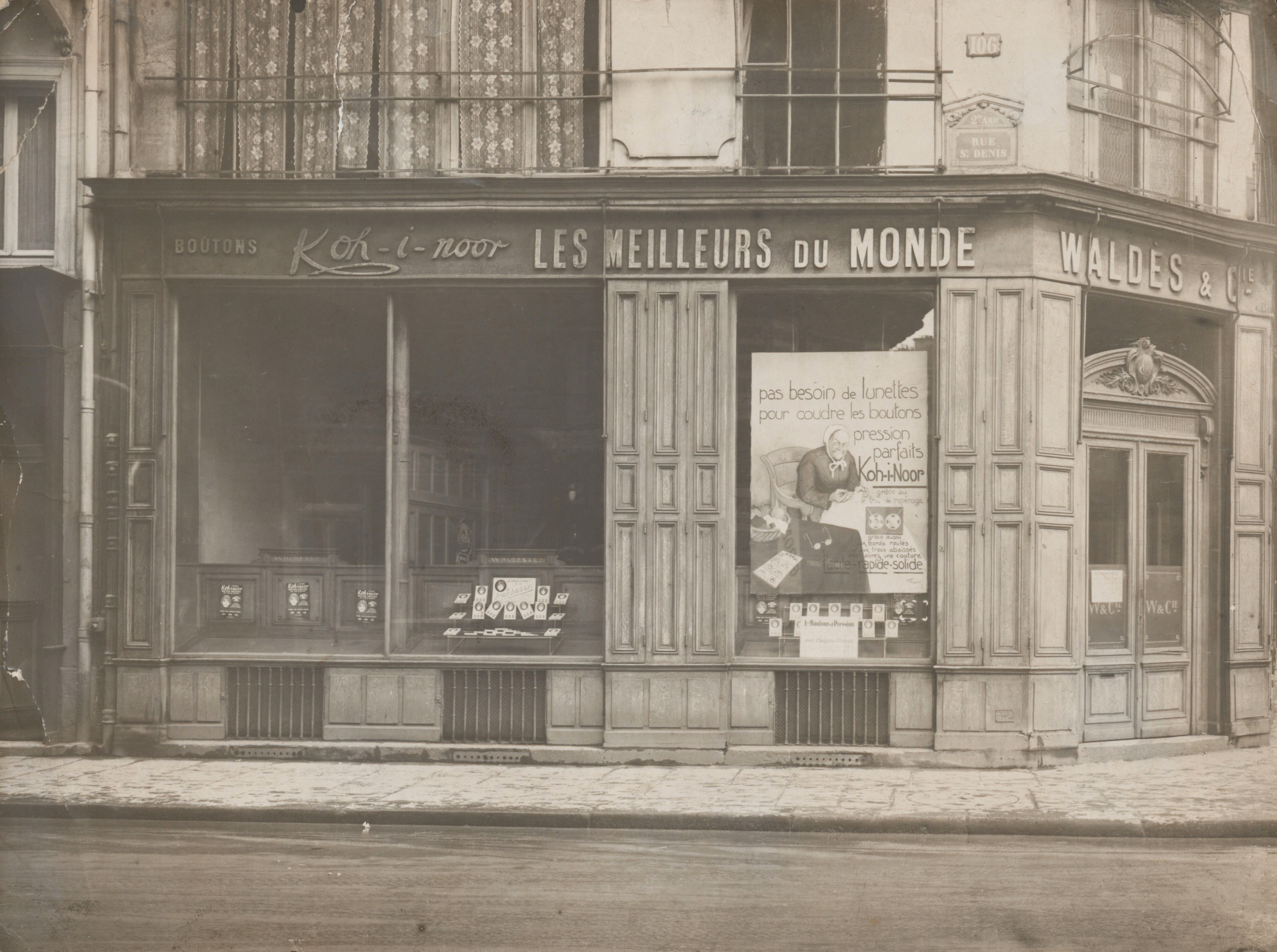
Prodejna Koh-i-noor Waldes v Paříži, Rue de St. Denis, nedatováno, asi 20. léta 20. století

Pobočka v Paříži byla založena v roce 1904 nebo 1905. Není jasné, do kdy se jednalo pouze o sklady a obchodní zastoupení, vlastní tovární výroba byla ale v Paříži zahájena ještě před začátkem 1. světové války (snad v roce 1908). Firmu Waldes & Cie. vedl Čestmír Puc, mladší bratr Vojtěcha Puce.

### Drážďany
Prvním doloženým zahraničním výrobním závodem byla pobočka v německých Drážďanech. Byla založena v roce 1904. Jednalo se o pronájem již zavedeného závodu, který byl dále modernizován a přebudován. Pravděpodobně ve dvacátých letech byl zřízen i pobočný závod v Lichtenbergu v Krušných horách. V čele této německé pobočky stáli Eduard Merzinger a Zikmund Waldes.

### Varšava
Ve snaze proniknout na ruský trh byla v roce 1909 založena pobočka ve Varšavě. V roce 1927 byla založena firma Waldes i Spółka. Firmu vedli Richard Lebenhart a Eduard Manczyk.

### New York

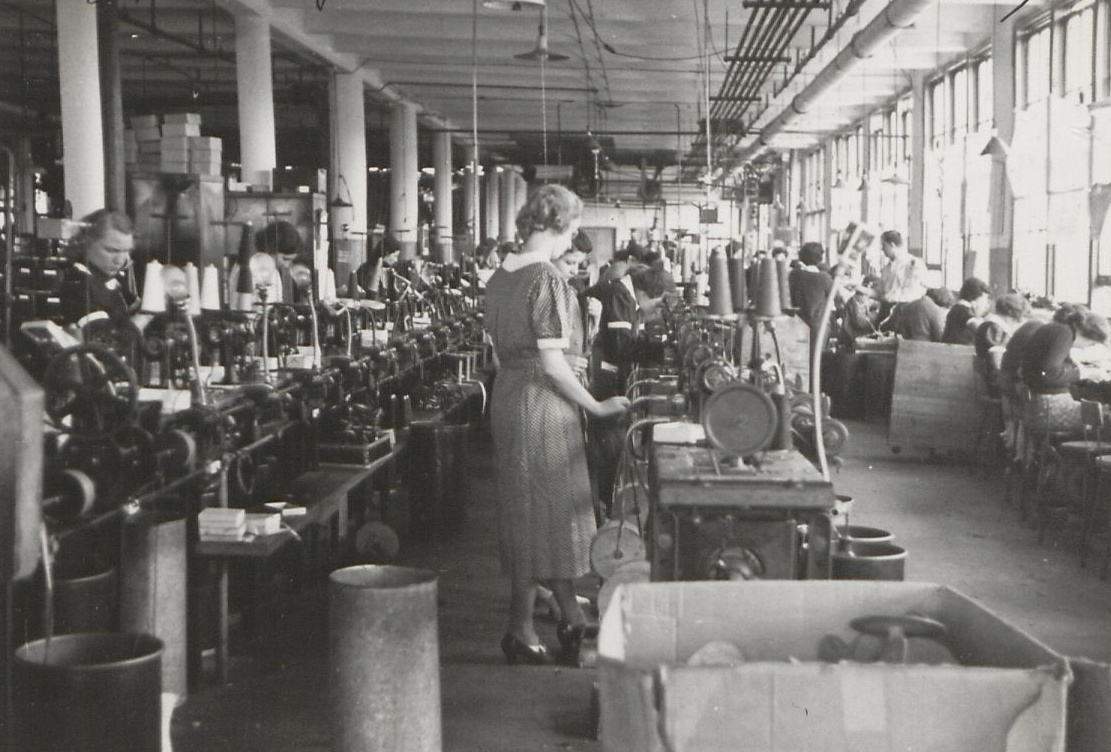
Pohled do výrobní haly továrny Waldes & Co. v New Yorku, 30. léta 20. století

Ve Spojených státech amerických byla nejprve založeno zastoupení v New Yorku, v Chicagu a v kanadském Torontu. Expanze do Spojených států byla ale zdržena první světovou válkou. Filiálka na Long Islandu byla založena až v roce 1919. Většinovým vlastníkem firmy Waldes & Co. byla mateřská firma v Praze, mezi menšinovými vlastníky figurovala i firma Baťa. Ve třicátých letech byla firma přejmenována na Waldes KOH-I-NOOR Inc.

### Londýn

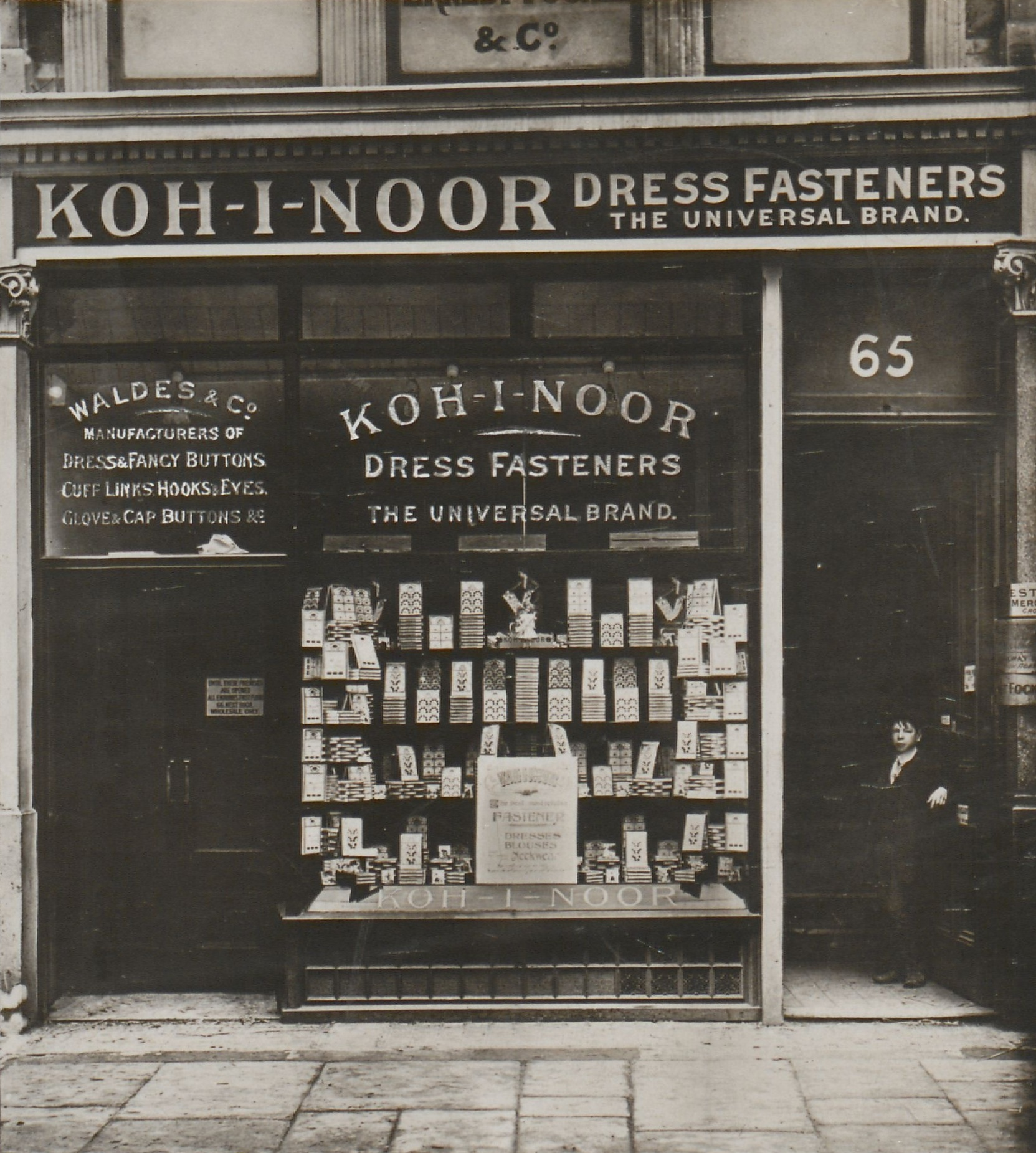
Londýnská prodejna firmy Waldes & Co.

V roce 1921 nebo 1922 byl založen prodejní závod v Londýně pod názvem Waldes & Co.

### Barcelona
V roce 1922 byla rovněž založena firma WALDES Y CIA v Barceloně. Jejími společníky byli Zikmund Waldes a Alberto Bassat-Strunza. V roce 1935 nahradil Zikmunda Waldese jeho syn Harry Kurt.

### Vídeň
Mezi lety 1920 až 1922 byla rovněž založena pobočka ve Vídni. Měla zpočátku za úkol prodávat cigaretové dutinky Antob.

## Meziválečné období

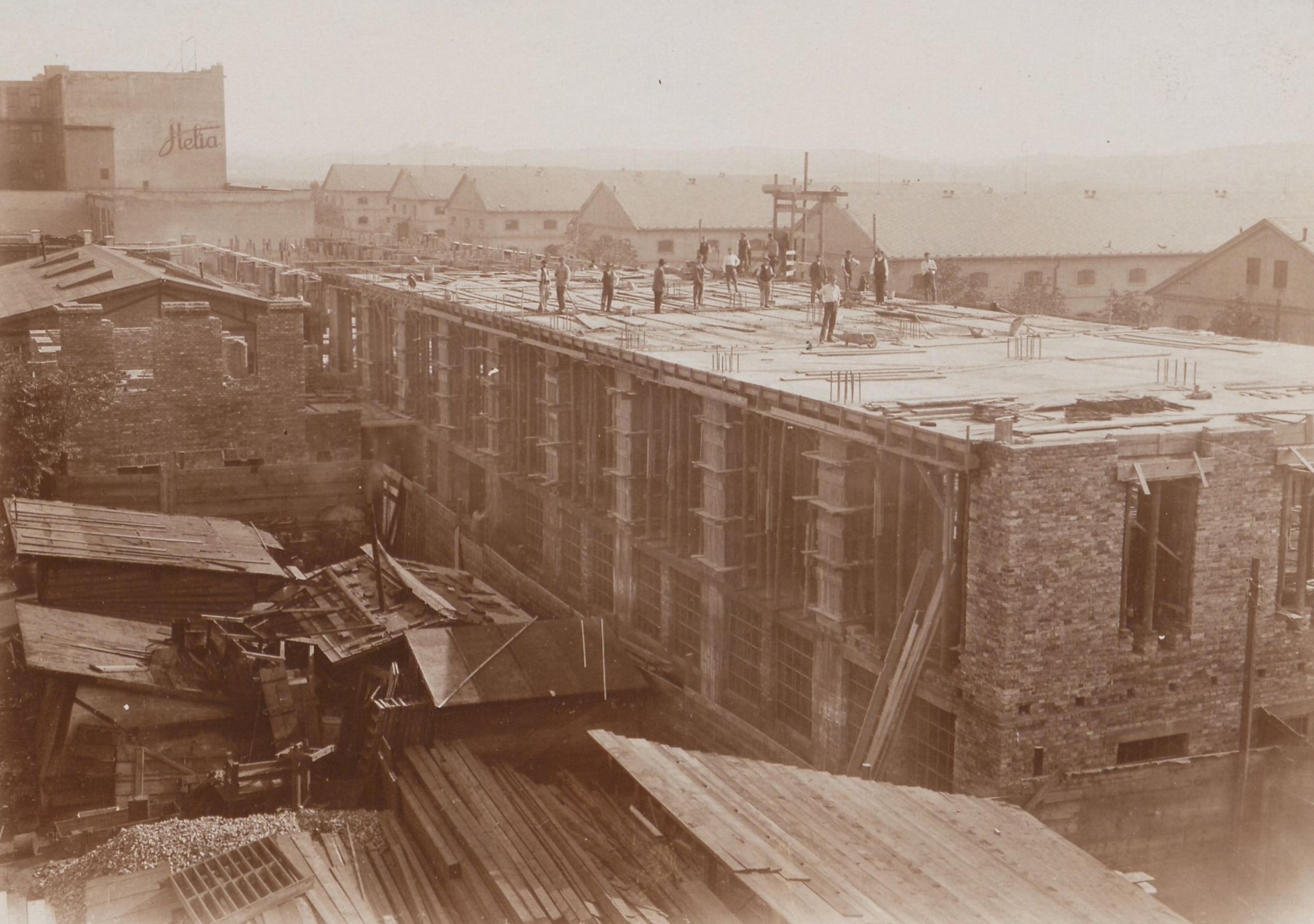
Výstavba šestipatrové budovy vpravo od vjezdu do areálu, zachycená pravděpodobně v letech 1918–1920 (SOA Praha)

Po roce 1918 se musela firma vyrovnat s rozpadem rakousko-uherského trhu. Pokles poptávek a snižování objemu výroby vedly i ke stávkám dělnictva. Toto období se ale podařilo záhy překonat a firma začala znovu růst. V roce 1927 bylo majetkové rozdělení následující:
| 1927             | podíl |
| ---------------- | ----- |
| Jindřich Waldes  | 34 %  |
| Zikmund Waldes   | 22%   |
| Hynek Puc        | 22%   |
| Eduard Merzinger | 22%   |

V roce 1930 předal Hynek Puc svůj podíl synu Vojtěchovi. V roce 1932 zemřel Eduard Merzinger. Dědické řízení a následné soudní spory trvaly až do roku 1938, kdy byly majetkové poměry ve firmě upraveny takto:
| 1938            | podíl |
| --------------- | ----- |
| Jindřich Waldes | 41%   |
| Zikmund Waldes  | 29%   |
| Vojtěch Puc     | 29%   |

Toto se nevztahovalo na drážďanskou pobočku, kde je patrná snaha převést podnik do árijských rukou aby se zabránilo jeho zabavení. Majetek převzali Vojtěch Puc a Eduard Merzinger mladší a firma byla přejmenována na Koh-i-noor Metallwarenfabrik Puc & Merzinger. Tento způsob arizace podniku ale nebyl saskými úřady akceptován a do firmy byl dosazen správce (Treuhänder).
Firma Waldes a spol. jako jedna z mála velkých firem úspěšně zvládla i období hospodářské krize, což ocenil mimo jiné i americký ekonom Edward Filne.

### Vzdělávání zaměstnanců
Společnost Waldes a spol. se věnovala vzdělávání svých zaměstnanců a učňů od počátku své existence. Teprve v roce 1931 byla oficiálně založena podniková škola. Vyučovacími předměty byly: čeština, angličtina a němčina. V roce 1932 přibyly předměty: zbožíznalství, psaní na stroji a samostatné denní odborné kurzy. V říjnu 1934 byla škola uznána jako oficiální vzdělávací ústav na úrovni veřejných obchodních škol či nižších průmyslových škol. Přijímáni byli zaměstnanci starší šestnácti let a studium trvalo šest měsíců a vedle teoretické výuky byla jeho součástí i praktická výuka v továrně. Studia se zúčastňovali i zaměstnanci zahraničních poboček. O vzdělávací systém firmy Waldes byl zájem i v zahraničí. V roce 1935 se o Waldesovu školu zajímal ředitel nizozemské firmy Philips G. J. H. Lap během své návštěvy v Československu. V roce 1935 byla zřízena Závodní učňovská škola pro strojní zámečníky, nástrojaře a soustružníky firmy Waldes a spol. v Praze XIII, která byla rovnocenná živnostenské škole pokračovací.

## Muzeum knoflíků Jindřicha Waldese, sbírka šatních spínadel všech druhů a dob
V červnu 1916 založil Jindřich Waldes Muzeum knoflíků. Daroval muzeu cenné papíry, z jejichž výnosu měl být financován jeho provoz a další finanční dary na získání sbírkových předmětů. Činnost muzea jako prospěšný ústav byla schválena c. a k. okresním hejtmanstvím na Královských Vinohradech v lednu 1917. V průběhu první světové války muzeum organizovalo veřejnou soutěž na návrhy šatních spínadel pro vojáky s trvalým poškozením zdraví způsobeným amputacemi, aby se umožnilo oblékání postižených bez cizí pomoci.
Muzeum bylo slavnostně otevřeno 25. září 1918 v prostorách nedaleko sídla firmy.
Vedle stálé sbírky byly v muzeu pořádány i příležitostné výstavy. Patrně nejslavnější z nich byla Indiánská výstava, kam byly zapůjčeny předměty z Amerického přírodovědného muzea v New Yorku. Zahájení výstavy dne 11. března 1933 se zúčastnily jako čestní hosté i Vlasta Geringerová Vrázová – vdova po cestovateli Enrique Stanko Vrázovi a Klara May – vdova po německém spisovateli Karlu Mayovi.
Muzeum navštívili mnozí významní hosté. V roce 1924 navštívil muzeum francouzský módní návrhář Paul Poiret, který muzeu věnoval nové módní knoflíky. V srpnu 1936 navštívil muzeum siamský král Prajadhipok s manželkou Rambai Barni v doprovodu tehdejšího československého velvyslance v Londýně Jana Masaryka.
V roce 1939 byly sbírky konfiskovány a přešly do Státní sbírky starého umění. Po roce 1945 byly převedeny do sbírek Uměleckoprůmyslového musea v Praze a poté do Muzea skla a bižuterie v Jablonci nad Nisou. V roce 1999 byla sbírka prohlášena za kulturní památku.

## Období okupace

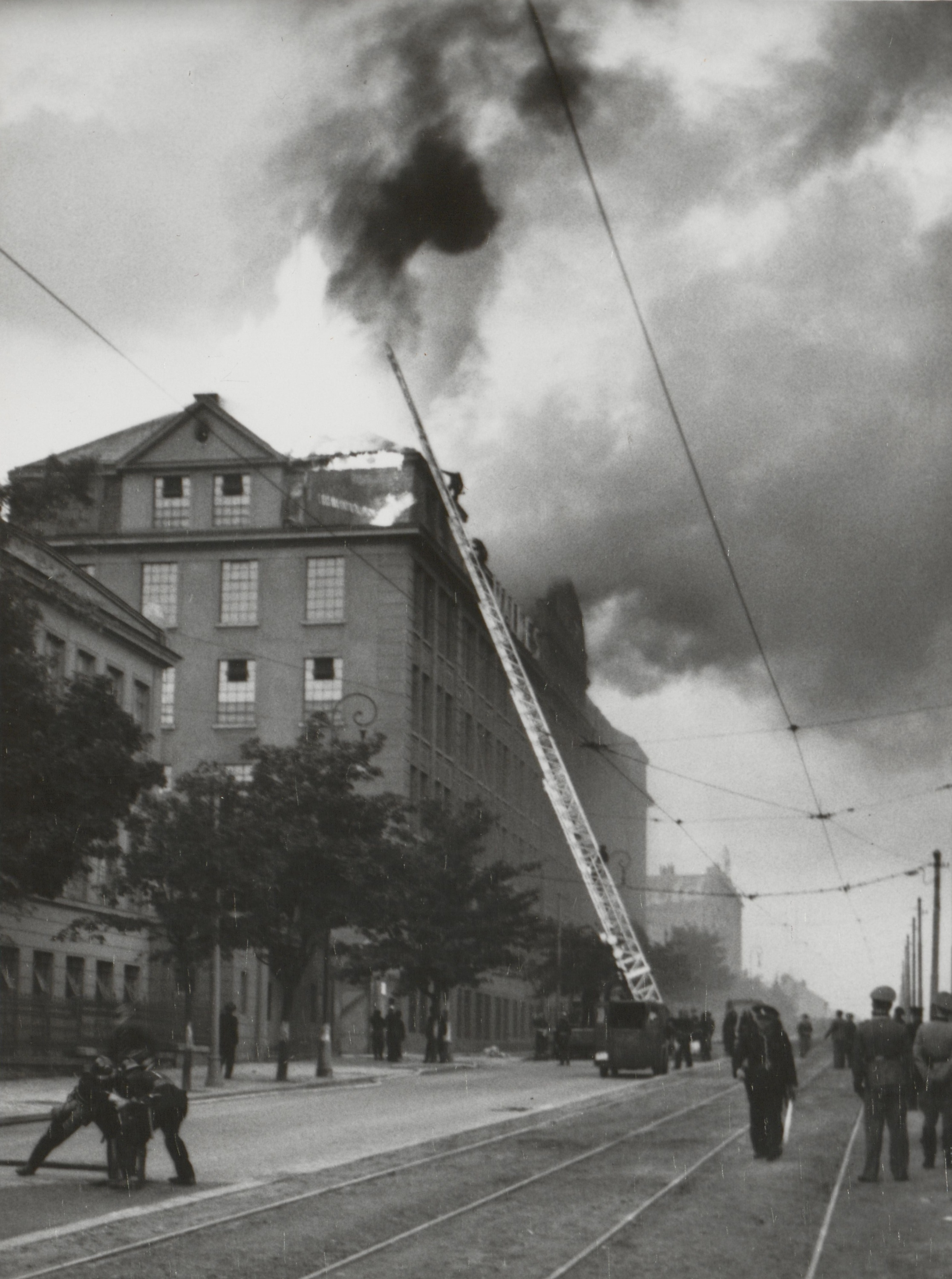
Požár v továrně Waldes a spol., který vypukl v roce 1940 v důsledku provedené sabotážní akce

Bratři Waldesové se pokusili o převod vlastnictví firmy na Vojtěcha Puce. Tento převod ale nebyl dokončen, protože výnosem Říšského protektora ze dne 17. července 1939 byl ustanoven správce firmy Emil Wäller, bývalý zaměstnanec firmy Jindřich Waldes byl dne 1. září 1939 zatčen a uvězněn. Vzhledem k tomu, že byl mezinárodně známou osobností, nacistické úřady se pokoušely o dohodu, kterou by převzetí podniku legalizovaly. V březnu 1941 byla dohoda uzavřena. Bratři Waldesové se vzdali svých podílů v evropských pobočkách firmy a pobočka v New Yorku se stala majetkem bratrů Waldesových. V březnu 1944 se novým správcem stal Wilhelm E. Johnson a v  červnu téhož roku Ernst Fick. Dne 12. října 1944 byla firma přejmenována na Koh-i-noor-Metallwarenwerke vorm. Waldes & Co. a podíly v ní vlastnili Eduard Merzinger, Vojtěch Puc a Velkoněmecká říše.
Během války byla část výrobní kapacity převedena na válečnou výrobu. Ve větší míře ale byla udržena výroba předválečného sortimentu.
V roce 1940 došlo k sabotážní akci v areálu ve Vršovicích, kdy byly požárem poškozeny některé dílny.

## Po druhé světové válce

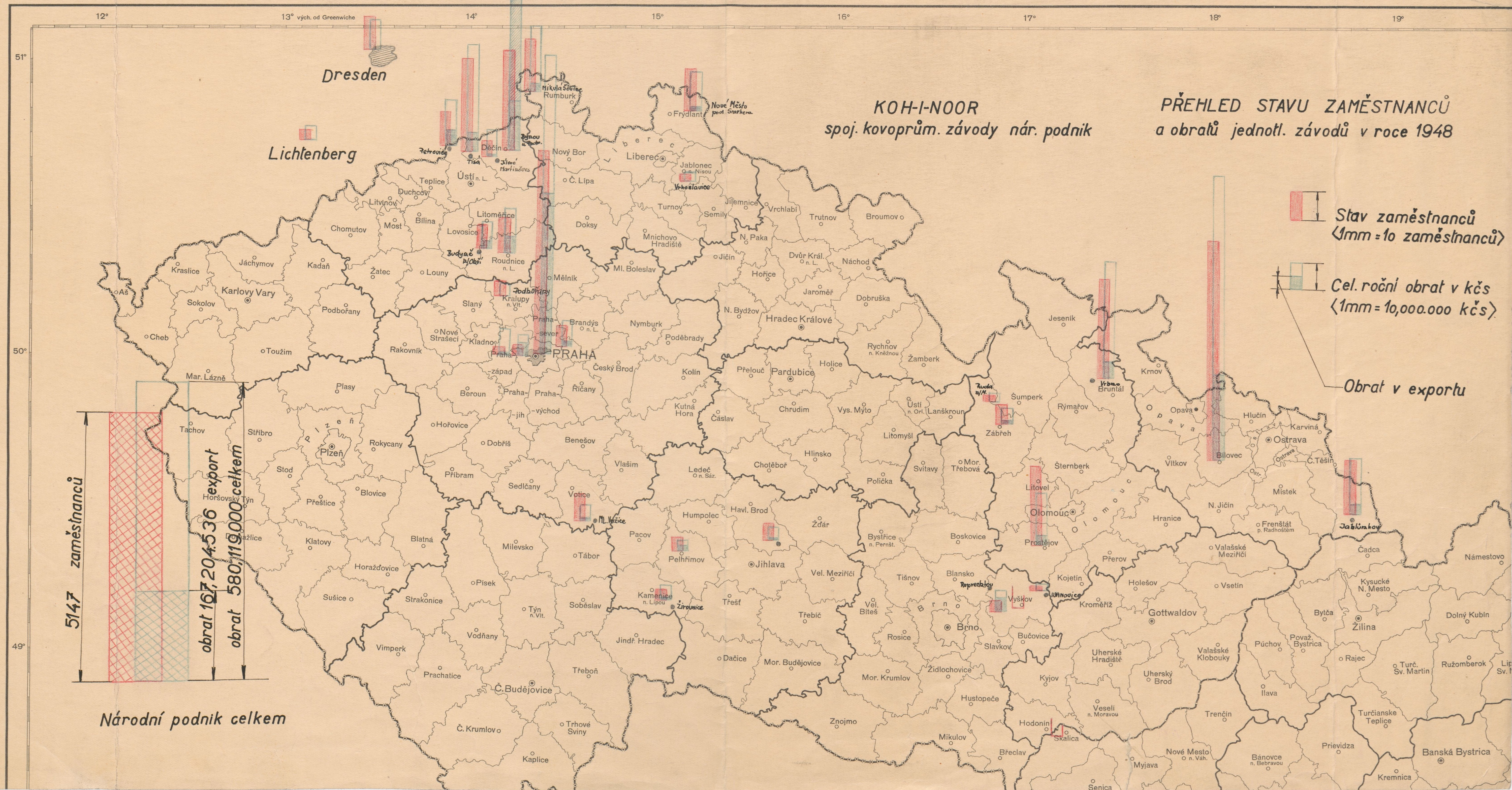
Mapa jednotlivých závodů národního podniku Koh-i-noor, spojené kovoprůmyslové závody v roce 1948. Graf ukazuje počet zaměstnanců v jednotlivých závodech a jejich celkový roční obrat (s vyznačením podílu exportu)

V červnu 1945 byl podnik přejmenován na Koh-i-noor továrny na kovové zboží Waldes a spol. a prozatímním správcem byl jmenován Josef Gürtler, dlouholetý zaměstnanec firmy. V září 1945 byl jmenován národním správcem. Dekretem prezidenta republiky – zákon č. 100/1945 Sb. z 24. října 1945 byla firma znárodněna a přejmenována na národní podnik Koh-i-noor, spojené kovoprůmyslové závody. K podniku byly připojeny další znárodněné firmy podobného zaměření: Matyáš Salcher a synové v Bílovci a Jablunkově, Duchrow a spol. v Bynově a několik menších konfiskovaných firem. Nový závod byl vybudován v Mladé Vožici.

### Osudy jednotlivých poboček
O poválečných osudech jednotlivých poboček je málo zpráv. Pobočka ve Varšavě byla v závěru druhé světové války pravděpodobně zničena.
Pobočka v New Yorku pokračovala v činnosti pod vedením Zikmunda Waldese.
Pobočka v Drážďanech byla během spojeneckých náletů na město těžce poškozena. Po válce byly zachované stroje přemístěny do nové budovy a výroba pokračovala oficiálně od 1. ledna  1946. Závod v Lichtenbergu rovněž pokračoval ve výrobě. V březnu 1962 byly oba podniky bezplatně předány vládě Německé demokratické republiky.
Firmy Eduard Lokesch a syn a Wolf a spol. byly rovněž přiřazeny do národního podniku Koh-i-noor. De jure ale existovaly až do roku 1956, kdy byly vymazány z obchodního rejstříku.

## Po roce 1989

### Restituční spor firmy
K historii sporu je nutné dodat, že Jindřichovi a Zikmundovi Waldesovým továrnu nejprve zabavili nacisté a Jindřich Waldes byl navíc pro svůj židovský původ zatčen. Poté prošel koncentračními tábory Dachau a Buchenwald. V roce 1942 byl svými zahraničními příbuznými vykoupen, ovšem při strastiplné cestě do Ameriky zemřel v Havaně. Po válce podnik přejmenovaný na Koh-i-noor převzal československý stát na základě dekretu o znárodnění dolů a některých průmyslových podniků. Dekrety dopadly na řadu továren, bank, dolů a podniků ve strategických odvětvích, které chtěl přímo kontrolovat stát. Waldesovi tehdy nezískali žádnou peněžní náhradu.
Dlouholetý restituční spor dědiců zakladatelů značky Waldes a spol. o polovinu nemovitého majetku společnosti Koh-i-noor a.s. definitivně ukončil Ústavní soud České republiky dne 15. dubna 2014 usnesením ve prospěch Koh-i-noor a.s.
Od roku 1994 je společnost vedena jako akciová pod názvem Koh-i-noor Praha, a. s. Podnik je ryze český, bez účasti zahraničního kapitálu.

## Ochranné známky a certifikáty
Koh-i-noor využívá celkem cca 38 ks ochranných známek, pod kterými jsou výrobky distribuovány jak v tuzemsku, tak v zahraničí. Je členem ATOK (asociace textilního – oděvního – kožedělného průmyslu) a CLUTEX (klastr technických textilií). V roce 2007 byl vyhlášen nejlepším klastrem v ČR.
V roce 1991: cena „International Leading Company Award“ – obdržena za dodržování přísných ekologických předpisů. V roce 2020: certifikát ISO 9001: 2016– obdržen za dodržování přísných předpisů kvality. Od roku 2017 vyrábí společnost část výrobků určených pro automobilový průmysl dle ještě vyšších standardů kvality dle IATF 16949.

## Specializace

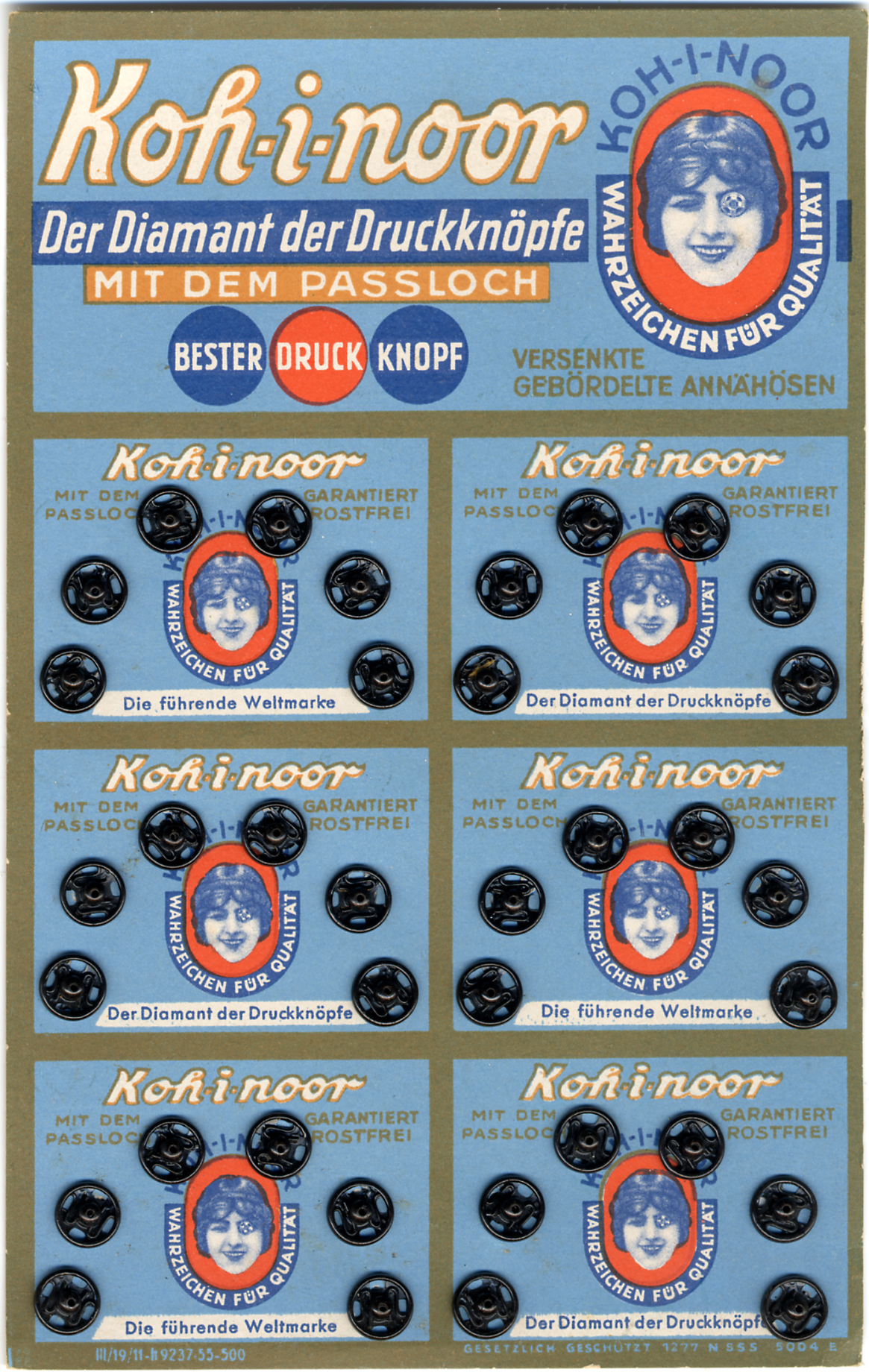
Patentky Koh-i-noor

Hlavním předmětem výroby jsou galanterní produkty dodávané jak do maloobchodů, tak přímo výrobcům oděvů, textilu a bytového textilu. Sortiment zahrnuje výrobky textilní[zdroj?] a klasické kovové galanterie i plastová, kovová a spirálová zdrhovadla.
Dalšími produkty určenými pro průmysl jsou např. zinkové, plastové a kovové výrobky pro automobilovou výrobu, nýty pro papírenský průmysl, spojky na plech, osičky, koncovky, gumičky a jiné.

## Objem výroby
Firma v roce 2015 zaměstnávala cca 800 pracovníků. Výroba probíhala v pražských Vršovicích v pěti výrobních střediscích:
- kovová a plastová zdrhovadla,
- výroba nástrojů a forem,
- lisovna plechu,
- výroba z drátů,
- výroba ze zamaku a plastu.

Zhruba polovina objemu výroby je exportována do více než 50 zemí světa. V prodejním skladu kovové galanterie a zdrhovadel přímo v areálu firmy je trvale k dispozici zhruba 8 000 nejprodávanějších skladových položek.

## Dostupné technologie
Společnost KOH-I-NOOR a.s. disponuje v současné době těmito technologiemi:
- Lisování
- Tváření drátu
- Tlakové lití zinkových slitin
- Vstřikování plastu
- Kalení a tepelné zpracování oceli
- Povrchové úpravy
- Montáže drobných součástek
- Tiskárenské a kartonážní centrum – ofsetový a digitální tisk, kartonáž, výsek

## Pražský tovární areál
Blok továrny ležel mezi ulicemi Vršovická, Moskevská, Kavkazská a Altajská v Praze-Vršovicích. Dvě nejvyšší budovy areálu a kované oplocení před vstupní budovou jsou od ledna 2020 zapsanou kulturní památkou.
V tomto pražském závodě byla v roce 2022 výroba ukončena a přesunuta do továrny Massag v Bílovci. V roce 2023 se areál vyklízí a historické budovy budou začleněny do bytové zástavby.

## Zajímavosti
- Pro Waldese na pozici zástupce výrobce pracoval Vídeňan Julius Sofer. Sofer byl otcem rakousko-americké herečky a architektky Lilie Skala (1896–1994). Ta si zvláště v 60. letech 20. století zahrála v několika amerických oceňovaných filmech jako například Polní lilie (1963), Loď bláznů (1965), nebo Charly (1968). Herečkou byla i Liliina vnučka Libby Skala (1967–2019).[39]

## Galerie

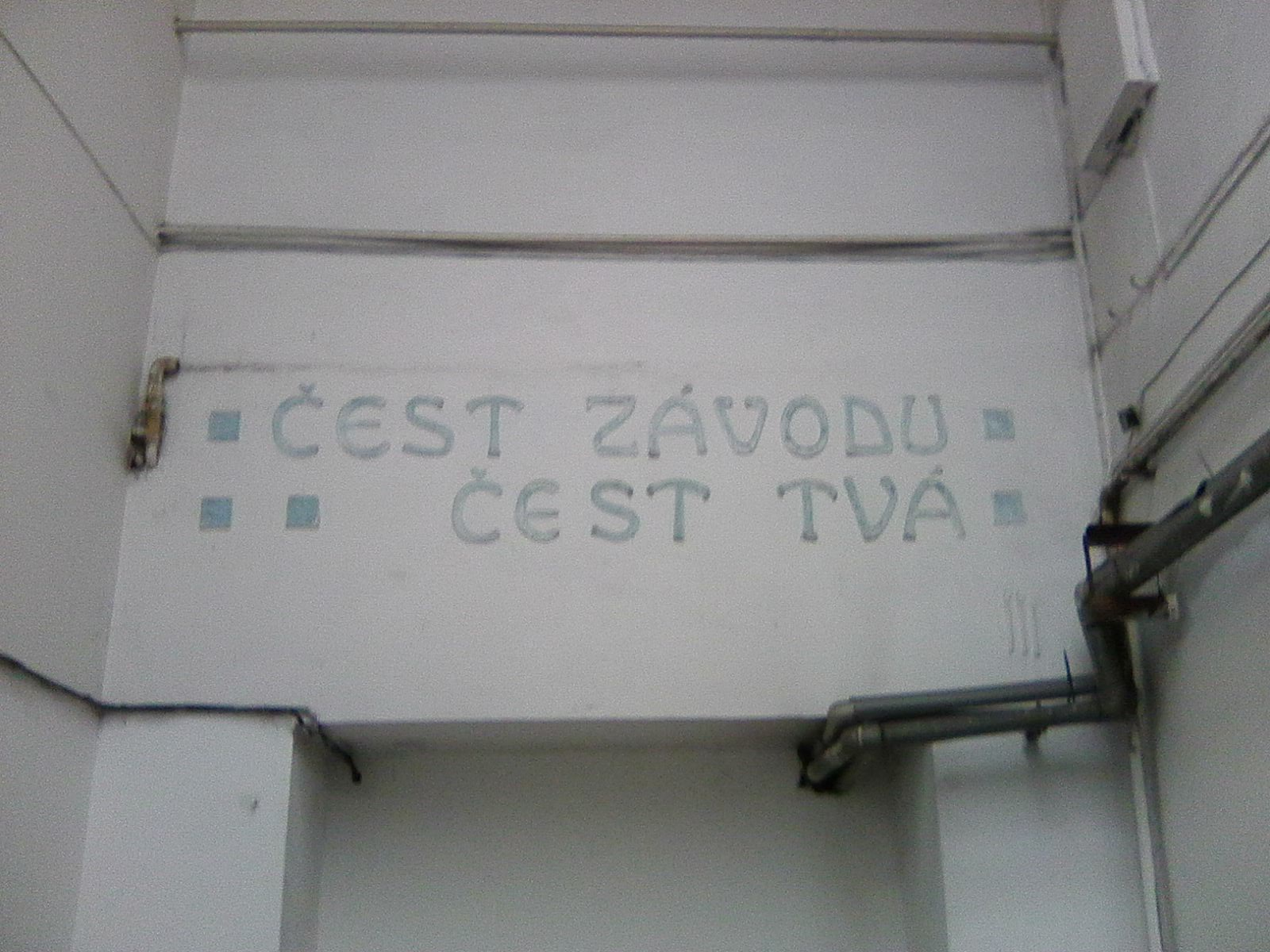
Motto zakladatele
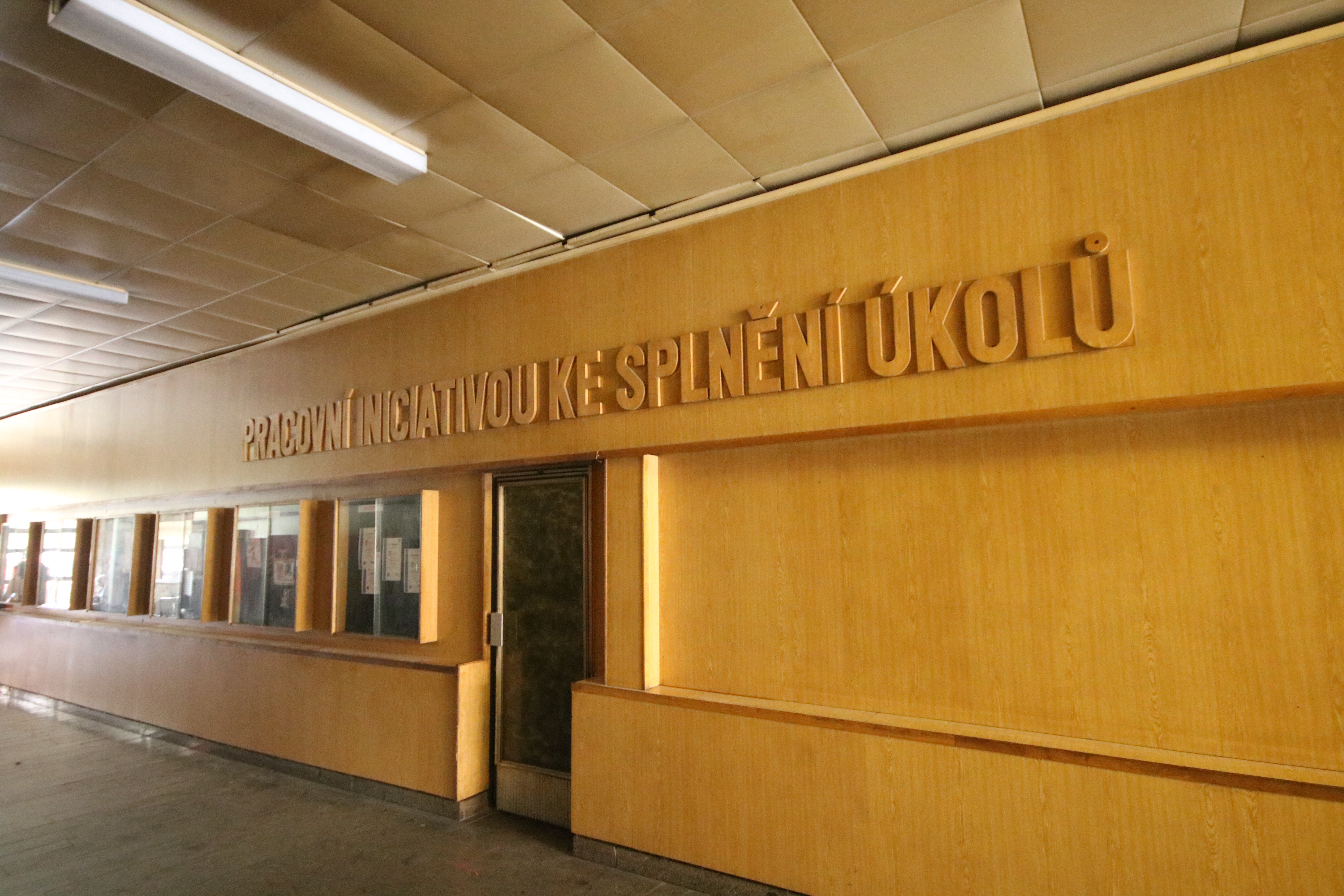
... a heslo z pozdější éry
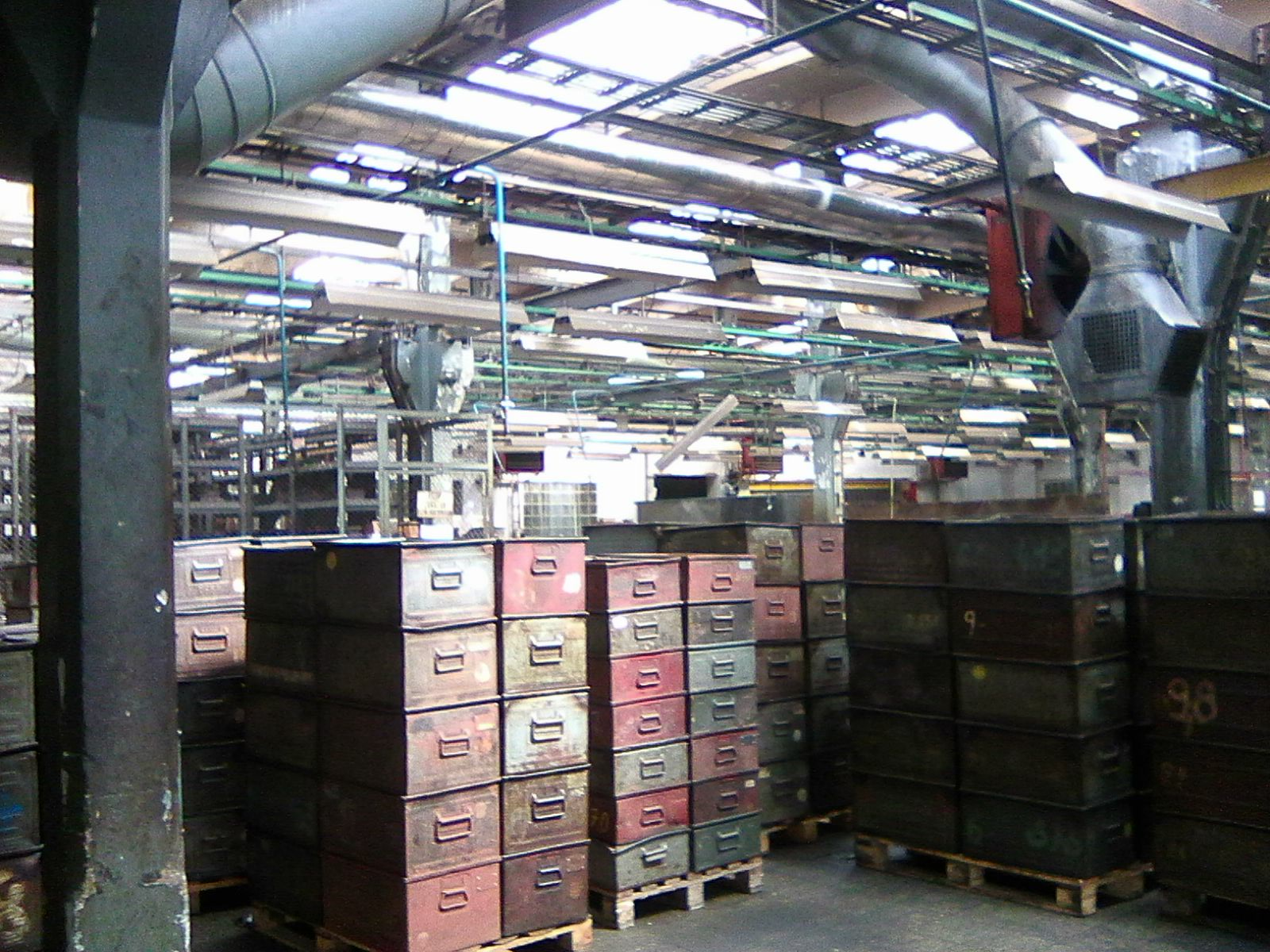
Zbytky inventáře
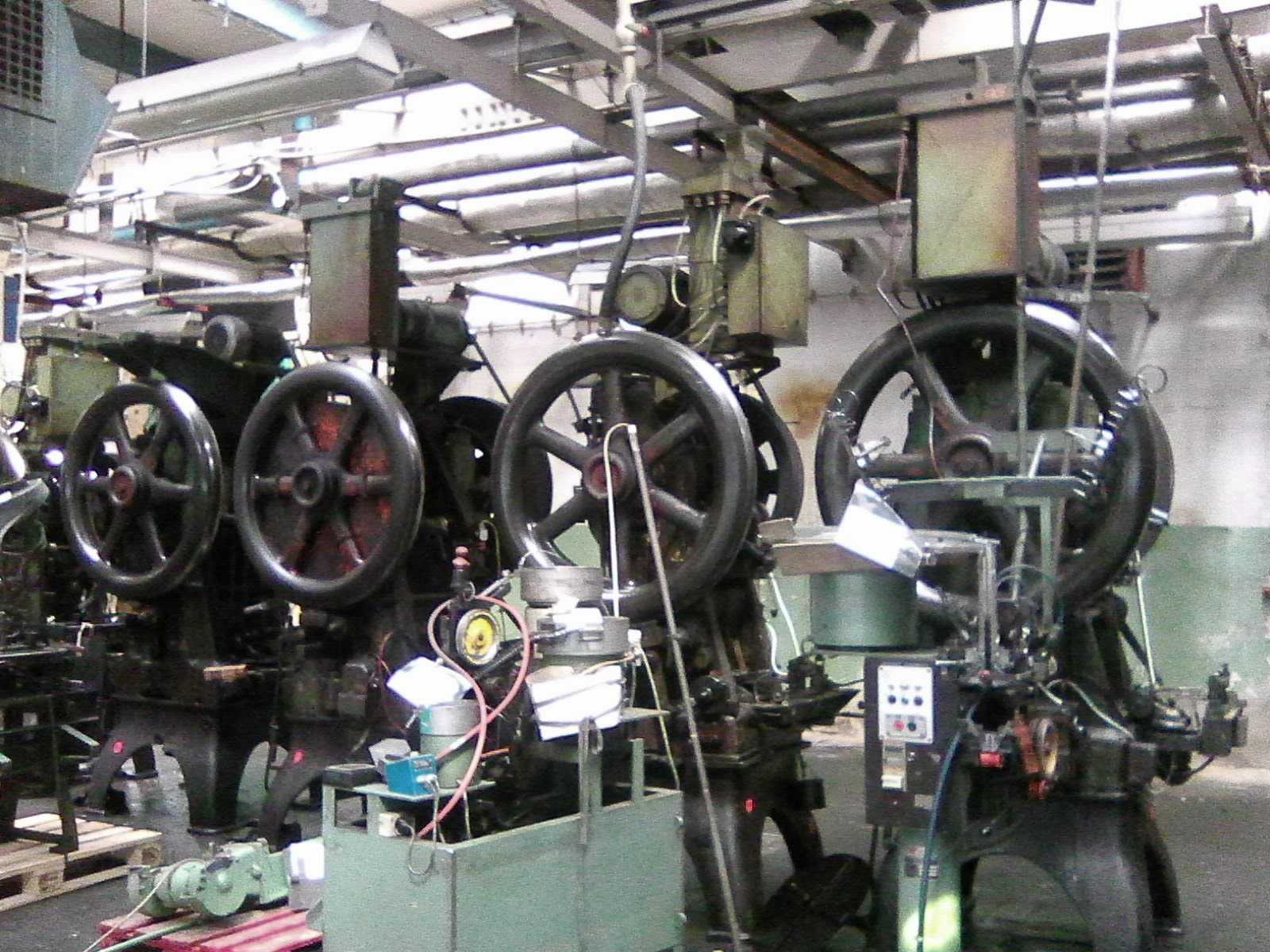
Poslední stroj (5/2023)
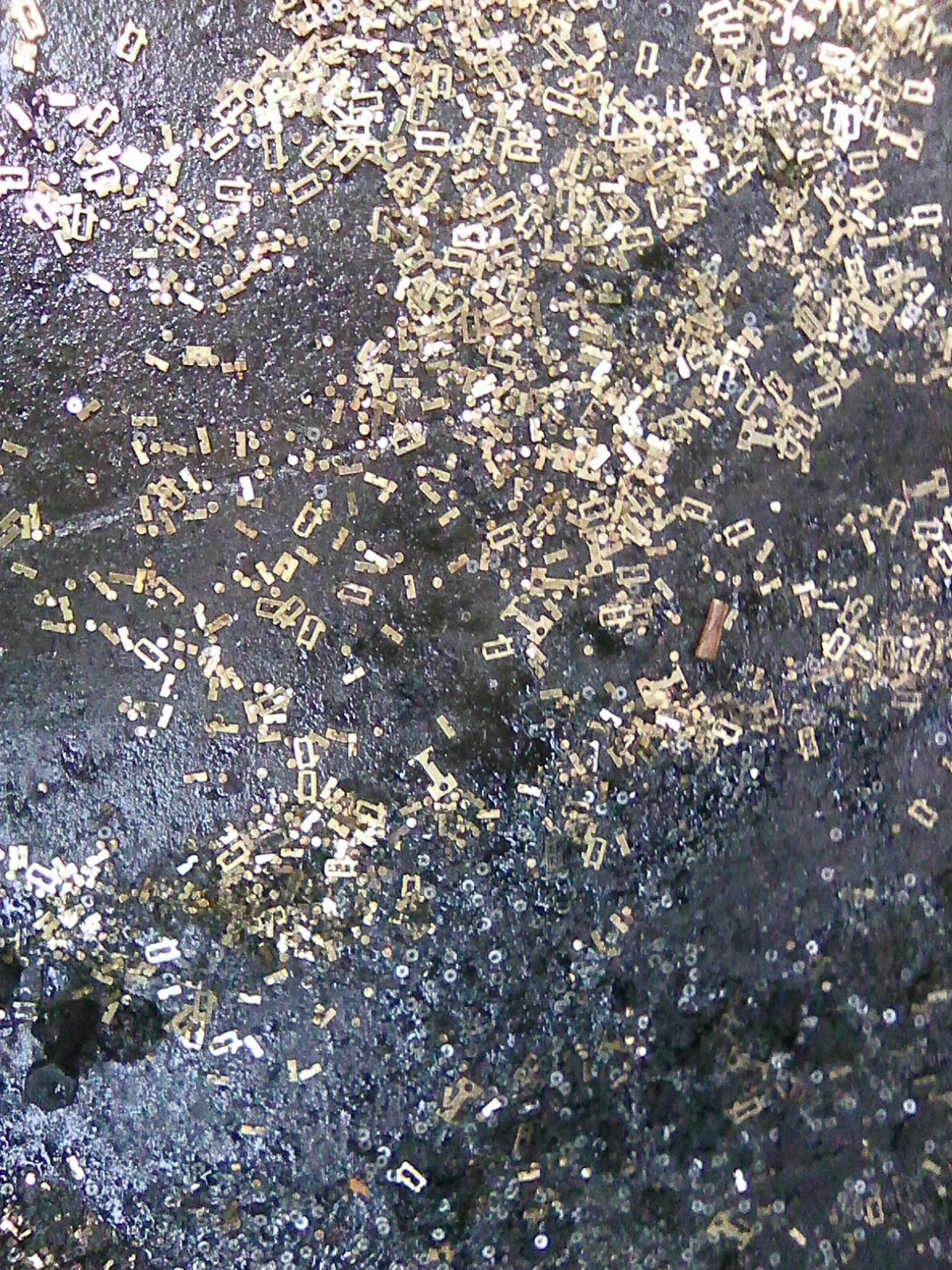
Detail podlahy u stroje
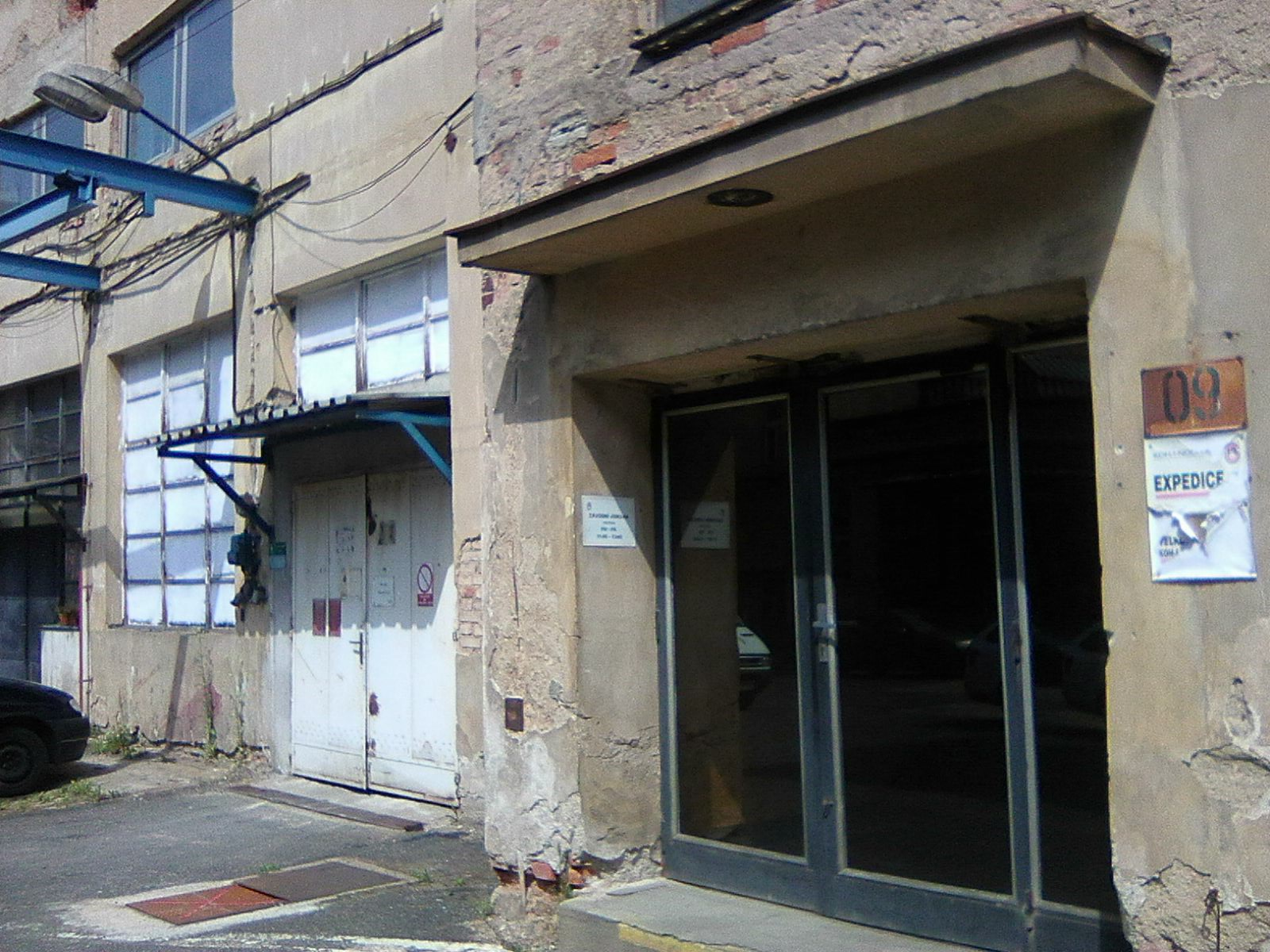
Vnitřní dvůr
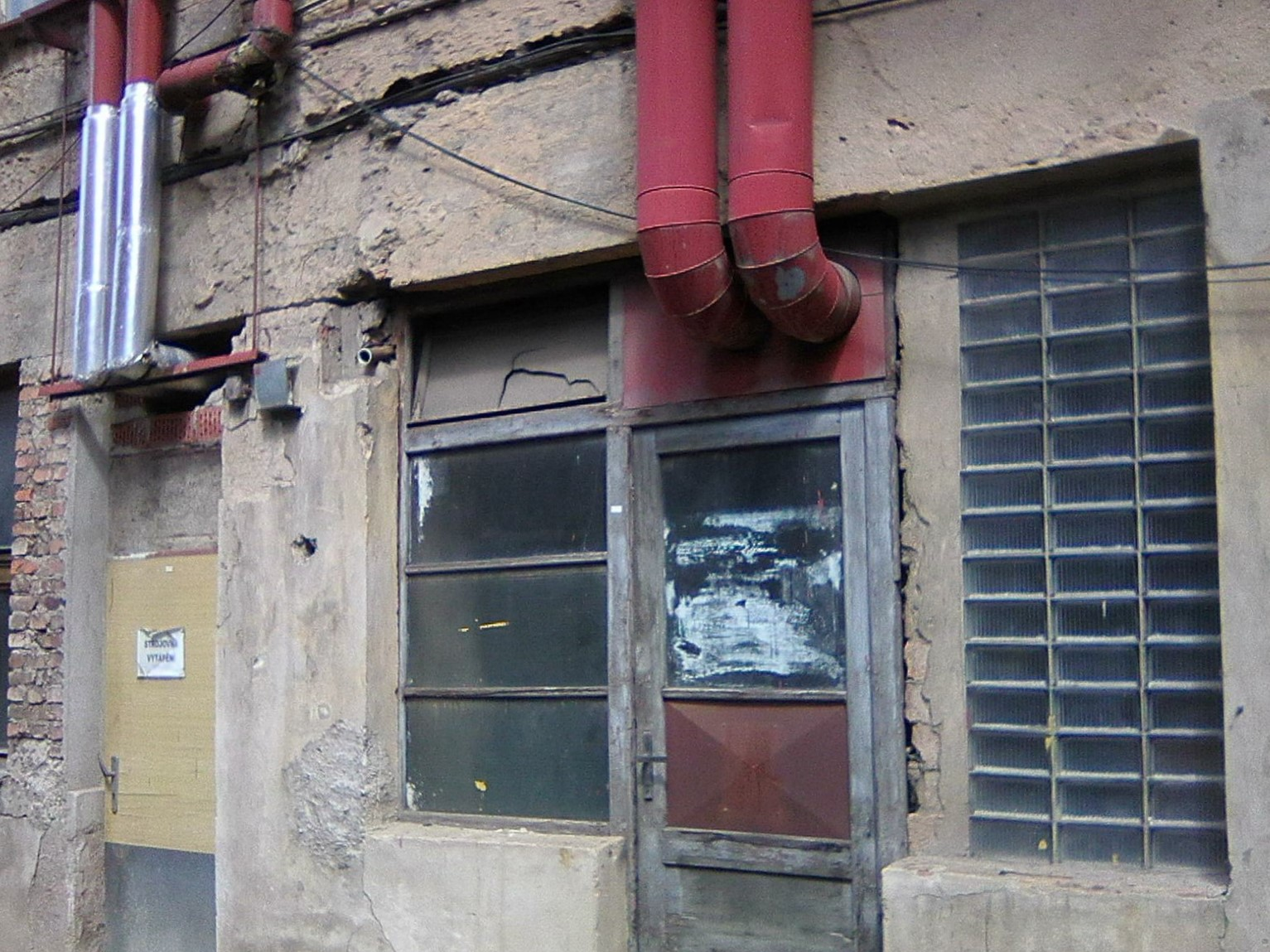
Vnitřní dvůr
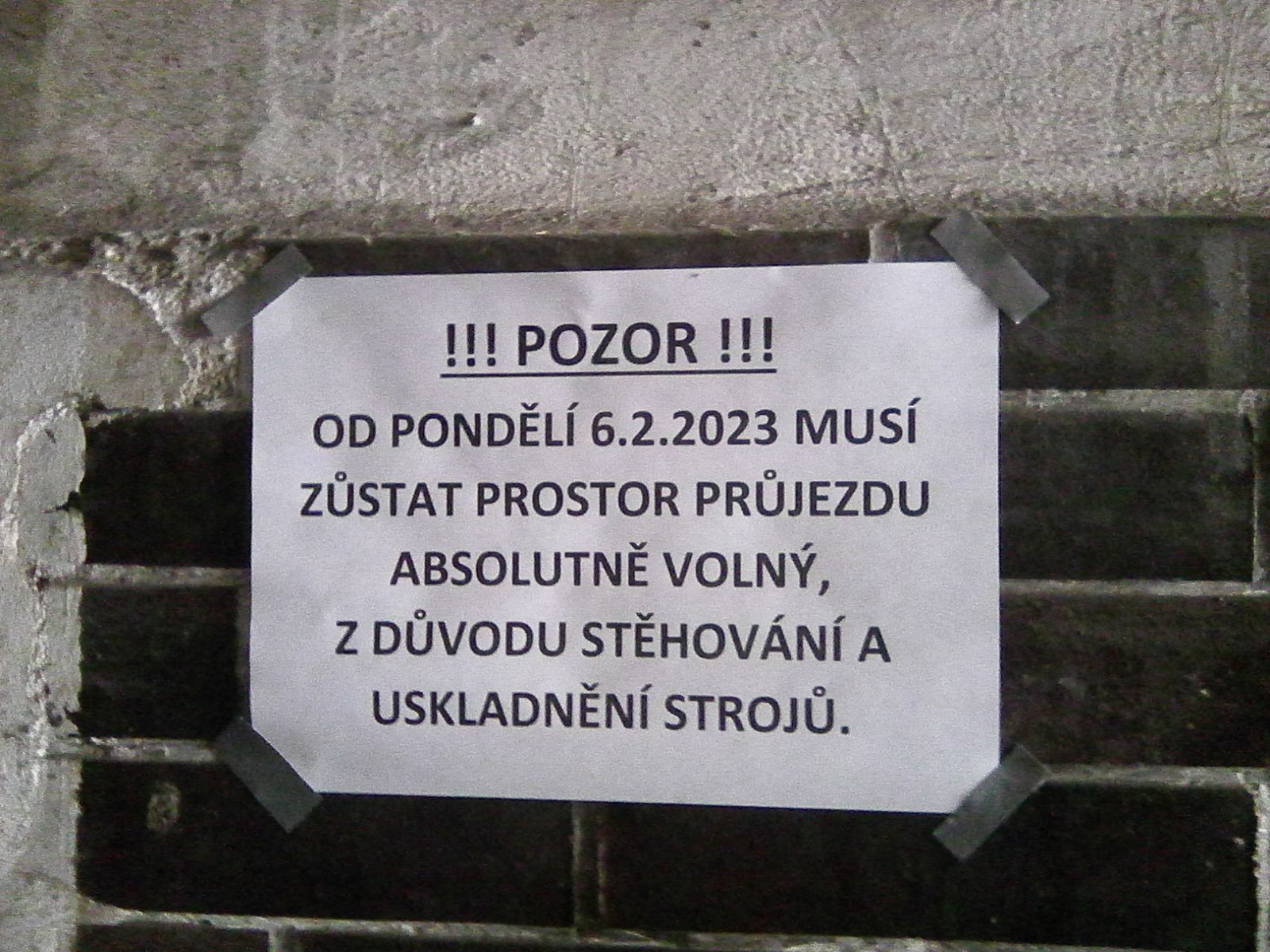
Cedule v průchodu
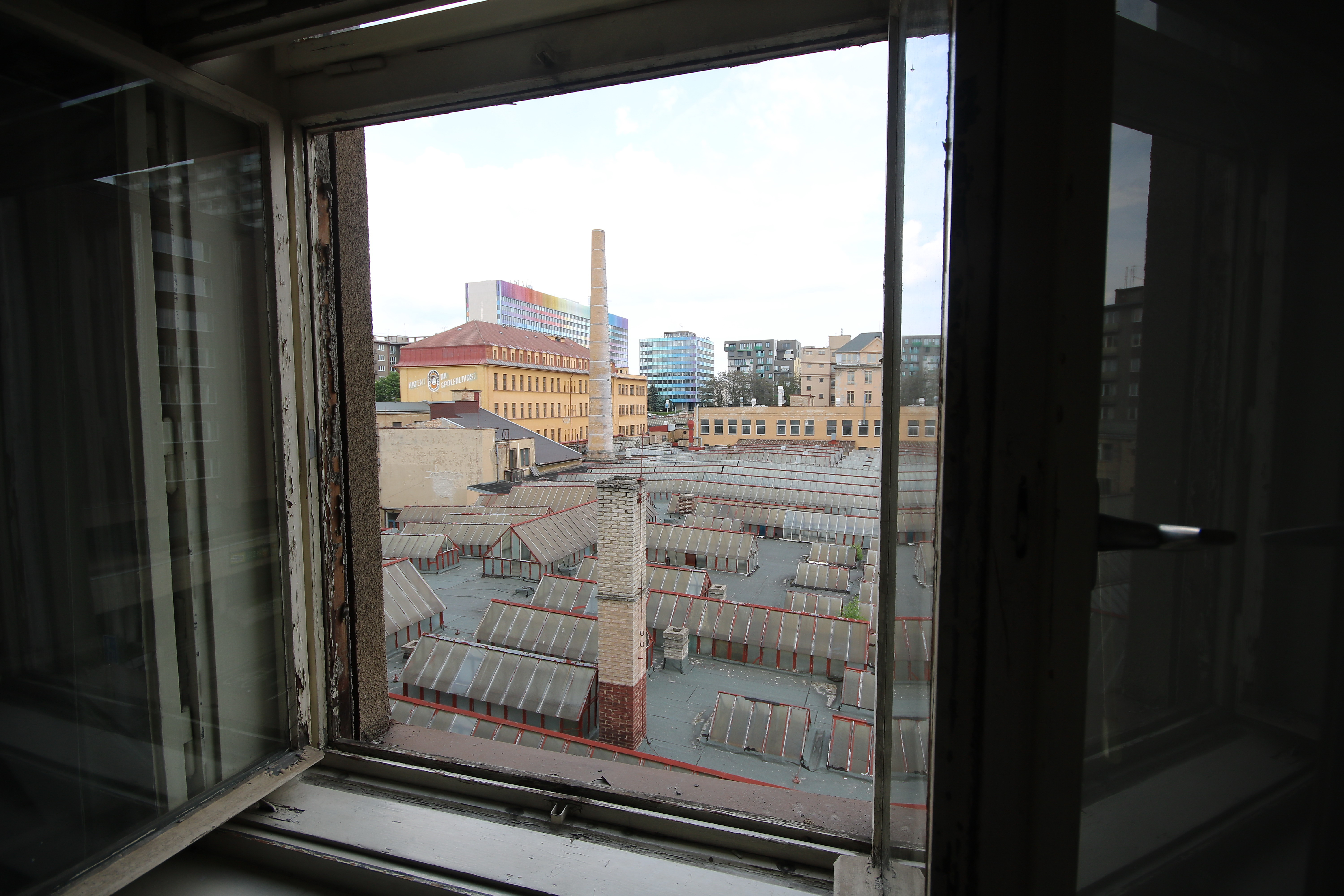
Pohled na část areálu (5/2023)